# Hans Manfred Bock

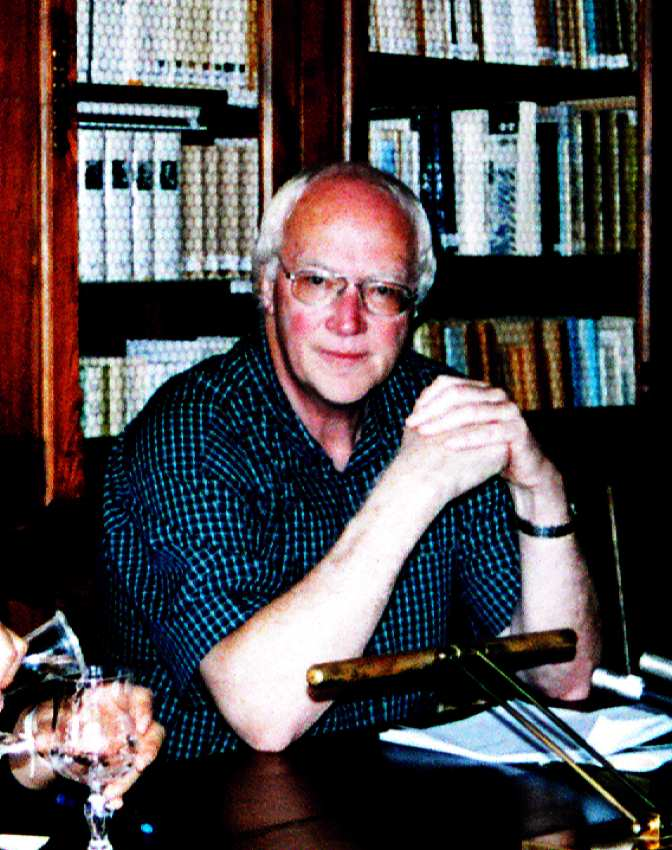
Hans Manfred Bock

Hans Manfred Bock (* 13. Mai 1940 in Kassel; † 22. August 2022 in Zierenberg) war ein deutscher Politikwissenschaftler und Komparatist, der seit 1970 als Professor an der Sorbonne sowie an den Universitäten Kassel und Paris III lehrte und forschte.

## Leben
Aufgewachsen in Nordhessen (Kassel) und Südniedersachsen, legte Bock 1960 sein Abitur am Kasseler Realgymnasium ab. Er schrieb sich in Marburg/Lahn ein für die Fächer Politikwissenschaft, Germanistik und Romanistik und studierte in Marburg und Paris. 1964/65 war er Lehramtsassistent und Lektor an der germanistischen Abteilung der neu gegründeten Universität Orléans. Er promovierte 1967 bei Wolfgang Abendroth in Politikwissenschaft mit einer Arbeit zur Geschichte und politischen Soziologie der deutschen Arbeiterbewegung: Syndikalismus und Linkskommunismus von 1918 bis 1923.
1968 wurde er vom Deutschen Akademischen Austauschdienst (DAAD) als Lektor an die Pariser Sorbonne vermittelt. Dort war er unter der Leitung des Germanisten und Politikers Pierre Bertaux ab 1969 am Aufbau der Reforminstitution Institut d’Allemand d’Asnières (IAA) beteiligt und wechselte von der Sorbonne an das IAA. Er wurde 1970 zum Professeur associé am IAA ernannt und war an der Konzipierung der civilisation-Komponente für die Auslandsgermanistik aktiv beteiligt, die vom DAAD gefördert wurde.
1972 nahm Bock einen Ruf an die damalige Gesamthochschule Kassel (GHK) für das Fach Politikwissenschaft (Politische Soziologie) an und war mehrere Jahre überwiegend mit dem Auf- und Ausbau dieser Disziplin befasst. Im Sommer 1976 und 1977 übernahm er eine Gastprofessur in einem postgraduate-Programm in Middelbury/Vermont in den USA. Er erweiterte seine politisch-soziologischen und historischen Forschungen zur Arbeiterbewegung und zu den Intellektuellenorganisationen in Deutschland zur Gegenwart hin und vertrat zuerst in der Lehre, dann auch in der Forschung die Vergleichende Politikwissenschaft.
Ausgangspunkt und Schwerpunkt in Bocks komparatistischen Forschungen blieben Frankreich und Deutschland. Er war 1984/85 Gastprofessor an der Universität Paris III (Sorbonne Nouvelle) und verlagerte sein Forschungsinteresse auf Fragen der deutsch-französischen Beziehungen im 20. Jahrhundert mit dem Brennpunkt der Gesellschafts- und Kulturbeziehungen zwischen beiden Nationen. In den 1990er Jahren differenzierten sich diese Studien in zwei Richtungen: zum einen zur Aufarbeitung der Mittler-Institutionen, -Organisationen und -Persönlichkeiten und zum anderen zur Intellektuellenforschung hin.
Bock war 1992/93 Gastprofessor an der École des Hautes Études en Sciences Sociales sowie 1999/2000 am IAA. Er erarbeitete in deutsch-französischer Kooperation mehrere grundlegende Monographien zu deutsch-französischen Mittler-Institutionen (u. a. Deutsch-Französisches Institut (DFI) und Deutsch-Französisches Jugendwerk (DFJW)) und Persönlichkeiten (u. a. zu André François-Poncet, Pierre Bertaux und Pierre Viénot sowie Ernst Robert Curtius und Paul Distelbarth). Überdies versuchte er mit Forschungen zu den deutschsprachigen Kulturzeitschriften und zur Marburger Schule zur Konstituierung systematischer Intellektuellenforschung in Deutschland beizutragen. Seine Monographien zur Geschichte und Soziologie des linken Radikalismus in Deutschland gelten als Standardwerke.
Bock war von 1991 bis 2005 Mitherausgeber des Frankreich-Jahrbuchs, das vom DFI herausgegeben wird, und seit 1988 Mitherausgeber der zweisprachigen Zeitschrift Lendemains. Études comparées sur la France. Vergleichende Frankreichforschung mit dem Zuständigkeitsbereich Geschichte und Sozialwissenschaften. Er war ferner Mitglied der Deutschen Vereinigung für Politikwissenschaft, des Deutschen Romanistenverbandes und des Deutsch-französischen Komitees für die Erforschung der deutschen und französischen Geschichte des 19. und 20. Jahrhunderts.
Bock war seit 2006 Chevalier de l’Ordre des Palmes Académiques und wurde 2005 geehrt mit der Festschrift François Beilecke, Katja Marmetschke (Hrsg.): Der Intellektuelle und der Mandarin. Für Hans Manfred Bock, Kassel 2005, Kassel University Press (809 S.).

## Publikationen (Auswahl)
Die Gesamtbibliographie bis 2005 ist in der Festschrift Der Intellektuelle und der Mandarin. Für Hans Manfred Bock, Kassel 2005, dokumentiert.

### Monographien
- Kulturelle Wegbereiter politischer Konfliktlösung. Mittler zwischen Deutschland und Frankreich in der ersten Hälfte des 20. Jahrhunderts, Tübingen 2005, Gunter Narr Verlag, 412 S., ISBN 3-8233-6182-1.
- Syndikalismus und Linkskommunismus von 1918 bis 1923. Ein Beitrag zur Sozial- und Ideengeschichte der frühen Weimarer Republik, Darmstadt 1993, Wissenschaftliche Buchgesellschaft, 499 S., ISBN 3-534-12005-1.
- Geschichte des „linken Radikalismus“ in Deutschland. Ein Versuch, Frankfurt/Main 1976, Suhrkamp Verlag, 370 S. (= edition suhrkamp, Nr. 645), ISBN 3-518-00645-2.
- Syndikalismus und Linkskommunismus von 1918–1923. Zur Geschichte und Soziologie der Freien Arbeiter-Union Deutschlands (Syndikalisten), der Allgemeinen Arbeiter-Union Deutschlands und der Kommunistischen Arbeiter-Partei Deutschlands, Meisenheim/Glan 1969, Anton-Hain Verlag, 480 S. (= Marburger Abhandlungen zur Politischen Wissenschaft, Bd. 13), Nachdruck 1970.

### Herausgeberschaften
Bücher (ab 2000)
- (Hrsg. mit Corine Defrance, Gilbert Krebs, Ulrich Pfeil): Les Jeunes dans les relations internationales. L’Office franco-allemand  pour la Jeunesse 1963–2008, Paris 2008, Presses de la Sorbonne Nouvelle, 479 S.
- (Hrsg. mit Michel Grunewald, Uwe Puschner): Das evangelische Intellektuellenmilieu in Deutschland. Seine Presse und seine Netzwerke (1871–1963). Le milieu intellectuel protestant en Allemagne. Sa presse et ses réseaux (1871–1963). Bern, Frankfurt/Main 2008, Peter Lang Verlag, 614 S., ISBN 978-3-03-911519-8.
- (Hrsg. mit Michel Grunewald, Uwe Puschner): Le milieu intellectuel catholique en Allemagne. Sa presse et ses réseaux (1871–1963). Das katholische Intellektuellenmilieu in Deutschland. Seine Presse und seine Netzwerke (1871–1963), Bern, Frankfurt/Main 2006, Peter Lang Verlag, 558 S., ISBN 3-03910-857-3.
- Französische Kultur im Berlin der Weimarer Republik. Kultureller Austausch und diplomatische Beziehungen, Tübingen 2005, Gunter Narr Verlag, 334 S., ISBN 3-8233-6181-3.
- (Hrsg. mit Ilja Mieck): Berlin-Paris (1900–1933). Begegnungsorte, Wahrnehmungsmuster, Infrastrukturprobleme im Vergleich, Bern, Frankfurt/Main 2005, Peter Lang Verlag, 384 S., ISBN 3-906763-53-6.
- (Hrsg. mit Gilbert Krebs): Echanges culturels et relations diplomatiques. Présences françaises à Berlin au temps de la République de Weimar, Paris 2004, Presses de l’Institut d’Allemand d’Asnières, 350 S.
- (Hrsg.): Deutsch-französische Begegnung und europäischer Bürgersinn. Studien zum Deutsch-Französischen Jugendwerk 1963–2003, Opladen 2003, Leske + Budrich (= Frankreich-Studien, Band 7), 333 S., ISBN 3-8100-3995-0.
- (Hrsg. mit Michel Grunewald und Uwe Puschner): Le milieu intellectuel conservateur en Allemagne. Sa presse et ses réseaux (1890–1960). Das konservative Intellektuellenmilieu in Deutschland. Seine Presse und seine Netzwerke (1890–1960), Bern 2003, 718 S., ISBN 3-906770-16-8.
- (Hrsg. mit Michel Grunewald): Le milieu intellectuel de gauche en Allemagne, sa presse et ses réseaux (1890–1960). Das linke Intellektuellenmilieu in Deutschland, seine Presse und seine Netzwerke (1890–1960), Bern 2002, 708 S., ISBN 3-906768-78-3.
- (Hrsg. mit Friedrich-Martin Balzer und Uli Schöler): Wolfgang Abendroth – wissenschaftlicher Politiker. Bio-bibliographische Beiträge, Opladen 2001, Leske + Budrich, 505 S., ISBN 3-8100-3135-6.
- (Hrsg. mit Michel Grunewald): Le discours européen dans les revues allemandes (1945–1955). Der Europadiskurs in deutschen Zeitschriften (1945–1955). Bern, Berlin 2001, Peter Lang Verlag, 461 S., ISBN 3-906758-26-5.
- (Hrsg. mit Gilbert Krebs und Hansgerd Schulte): Pierre Bertaux. Un normalien à Berlin. Lettres franco-allemandes 1927–1933. Paris 2001, Publications de l’Institut d’Allemand d’Asnieres, 464 S.
- (Mithrsg.): Pierre Bertaux: Mémoires interrompus, Paris 2000, Publications de l’Institut d’Allemand d’Asnières, 325 S., ISBN 2-910212-14-9.

Beiträge in Sammelwerken & Themenheften
- Intellektuelle, in: Robert Picht u. a. (Hrsg.): Fremde Freunde. Deutsche und Franzosen vor dem 21. Jahrhundert, Piper, München 2002, ISBN 3-49203956-1, S. 72–78 (Sammelband, nach Stichworten).
- Gesellschaftliche Neubegründung interkulturellen Austauschs. Zur Vorgeschichte und Struktur des Deutsch-Französischen Jugendwerks 1949–1963, in: Lendemains. Études comparées sur la France. Vergleichende Frankreichforschung. 2002, H. 107/108, S. 139–224.
- Themenschwerpunkt: Zukunft und Erinnerung, in: Frankreich-Jahrbuch 2000, Opladen 2000, S. 30–201.
- Themenschwerpunkt: Intellektuelle in der französischen Gesellschaft, in: Frankreich-Jahrbuch 1998, Opladen 1998, S. 35–167.
- Hrsg. mit François Beilecke: Demokratie, Menschenrechte, Völkerverständigung. Die Ligue des Droits de l'Homme und die deutsch-französischen Beziehungen von der Jahrhundertwende bis zum Zweiten Weltkrieg, in: Lendemains. Études comparées sur la France. Vergleichende Frankreichforschung. 1998, Heft 89, S. 7–102.
- Mittler, in: Lendemains. Études comparées sur la France. Vergleichende Frankreichforschung. 1997, H. 86/87, S. 8–92.
- Themenschwerpunkt: Wahrnehmungsmuster zwischen Deutschland und Frankreich, in: Frankreich-Jahrbuch 1995, Opladen 1996, S. 35–186.
- Deutsch-französische Kulturbeziehungen 1949–1955, in: Lendemains. Études comparées sur la France. Vergleichende Frankreichforschung. 1996, H. 84, S. 58–125.
- (Hrsg. mit François Beilecke): Vernunftethik als gesellschaftliche Begründung der Republik. Die Intellektuellen-Vereinigung Union pour la Vérité in der Dritten Republik, in: Lendemains. Études comparées sur la France. Vergleichende Frankreichforschung. 1995, H. 78/79, S. 79–171.
- Paul H. Distelbarth oder die unterbrochene Revision des deutschen Frankreichbildes nach 1945, in: Lendemains. Études comparées sur la France. Vergleichende Frankreichforschung. 1993, H. 71/72, S. 60–96.
- Französische Intellektuelle vor den „deutschen Ungewissheiten“ der Zwischenkriegszeit, in: Lendemains. Études comparées sur la France. Vergleichende Frankreichforschung. 1992, H. 66, S. 16–75.
  - darin: Zur historischen Intellektuellen-Forschung in Frankreich. bis S. 26.
- Themenschwerpunkt: Gaullismus, in: Lendemains. Études comparées sur la France. Vergleichende Frankreichforschung. 1978, Heft 10, S. 73–115.